# Puchar Świata w narciarstwie alpejskim mężczyzn 1987/1988
Puchar Świata w narciarstwie alpejskim mężczyzn sezon 1987/1988 to 22 edycja tej imprezy. Cykl ten rozpoczął się we włoskim Sestriere 27 listopada 1987 roku, a zakończył 27 marca 1988 roku w austriackim Saalbach.

## Podium zawodów

### indywidualnie
| Lp                                             | Data              | Miejsce              | Konkurencja       | Zwycięzca         | 2. miejsce           | 3. miejsce              |
| 1.                                             | 27 listopada 1987 | Sestriere            | slalom            | Alberto Tomba     | Jonas Nilsson        | Günther Mader           |
| 2.                                             | 29 listopada 1987 | Sestriere            | gigant            | Alberto Tomba     | Ingemar Stenmark     | Günther Mader           |
| 3.                                             | 7 grudnia 1987    | Val d’Isère          | zjazd             | Daniel Mahrer     | Pirmin Zurbriggen    | Michael Mair            |
| 4.                                             | 12 grudnia 1987   | Val Gardena          | zjazd             | Rob Boyd          | Pirmin Zurbriggen    | Brian Stemmle           |
| 5.                                             | 13 grudnia 1987   | Alta Badia           | gigant            | Alberto Tomba     | Rudolf Nierlich      | Joël Gaspoz Hans Pieren |
| 6.                                             | 16 grudnia 1987   | Madonna di Campiglio | slalom            | Alberto Tomba     | Rudolf Nierlich      | Bojan Križaj            |
| 7.                                             | 19 grudnia 1987   | Kranjska Gora        | gigant            | Helmut Mayer      | Pirmin Zurbriggen    | Hubert Strolz           |
| 8.                                             | 20 grudnia 1987   | Kranjska Gora        | slalom            | Alberto Tomba     | Richard Pramotton    | Günther Mader           |
| 9.                                             | 22 grudnia 1987   | Bormio               | slalom równoległy | Pirmin Zurbriggen |                      |                         |
| 10.                                            | 9 stycznia 1988   | Val d’Isère          | zjazd             | Pirmin Zurbriggen | Anton Steiner        | Marc Girardelli         |
| 11.                                            | 10 stycznia 1988  | Val d’Isère          | supergigant       | Markus Wasmeier   | Franck Piccard       | Pirmin Zurbriggen       |
| 12.                                            | 12 stycznia 1988  | Lienz                | slalom            | Bernhard Gstrein  | Alberto Tomba        | Jonas Nilsson           |
| 13.                                            | 16 stycznia 1988  | Bad Kleinkirchheim   | zjazd             | Peter Müller      | Pirmin Zurbriggen    | Franck Piccard          |
| 14.                                            | 17 stycznia 1988  | Bad Kleinkirchheim   | slalom            | Alberto Tomba     | Thomas Stangassinger | Bernhard Gstrein        |
| 15.                                            | 17 stycznia 1988  | Bad Kleinkirchheim   | kombinacja        | Hubert Strolz     | Markus Wasmeier      | Franck Piccard          |
| 16.                                            | 19 stycznia 1988  | Saas-Fee             | gigant            | Alberto Tomba     | Günther Mader        | Helmut Mayer            |
| 17.                                            | 23 stycznia 1988  | Leukerbad            | zjazd             | Michael Mair      | Giorgio Piantanida   | Werner Perathoner       |
| 18.                                            | 24 stycznia 1988  | Leukerbad            | zjazd             | Daniel Mahrer     | Franz Heinzer        | Igor Cigolla            |
| 19.                                            | 25 stycznia 1988  | Leukerbad            | supergigant       | Felix Belczyk     | Pirmin Zurbriggen    | Heinz Holzer            |
| 20.                                            | 29 stycznia 1988  | Schladming           | zjazd             | Pirmin Zurbriggen | Franz Heinzer        | Peter Dürr              |
| 21.                                            | 30 stycznia 1988  | Schladming           | gigant            | Rudolf Nierlich   | Hubert Strolz        | Helmut Mayer            |
| 15. Zimowe Igrzyska Olimpijskie 1988 – Calgary |                   |                      |                   |                   |                      |                         |
| 22.                                            | 11 marca 1988     | Beaver Creek         | zjazd             | Franz Heinzer     | Christophe Plé       | Marc Girardelli         |
| 23.                                            | 12 marca 1988     | Beaver Creek         | zjazd             | Peter Müller      | Donald Stevens       | Marc Girardelli         |
| 24.                                            | 13 marca 1988     | Beaver Creek         | supergigant       | Franck Piccard    | Markus Wasmeier      | Marc Girardelli         |
| 25.                                            | 19 marca 1988     | Åre                  | slalom            | Alberto Tomba     | Felix McGrath        | Günther Mader           |
| 26.                                            | 20 marca 1988     | Åre                  | zjazd             | Karl Alpiger      | Danilo Sbardellotto  | Franz Heinzer           |
| 27.                                            | 20 marca 1988     | Åre                  | kombinacja        | Günther Mader     | Pirmin Zurbriggen    | Hubert Strolz           |
| 28.                                            | 22 marca 1988     | Oppdal               | slalom            | Alberto Tomba     | Tetsuya Okabe        | Paul Frommelt           |
| 29.                                            | 24 marca 1988     | Saalbach             | supergigant       | Martin Hangl      | Hubert Strolz        | Marc Girardelli         |
| 30.                                            | 25 marca 1988     | Saalbach             | gigant            | Martin Hangl      | Marc Girardelli      | Pirmin Zurbriggen       |
| 31.                                            | 26 marca 1988     | Saalbach             | slalom            | Paul Frommelt     | Armin Bittner        | Hubert Strolz           |
| 32.                                            | 27 marca 1988     | Saalbach             | slalom równoległy | Alberto Tomba     |                      |                         |

## Końcowa klasyfikacja generalna
| Miejsce | Zawodnik          | Punkty |
| ------- | ----------------- | ------ |
| 1.      | Pirmin Zurbriggen | 310    |
| 2.      | Alberto Tomba     | 281    |
| 3.      | Hubert Strolz     | 190    |
| 4.      | Günther Mader     | 189    |
| 5.      | Marc Girardelli   | 142    |
| 6.      | Markus Wasmeier   | 138    |
| 7.      | Franck Piccard    | 123    |
| 8.      | Franz Heinzer     | 112    |
| 9.      | Peter Müller      | 109    |
| 10.     | Michael Mair      | 108    |

### Zjazd (po 10 z 10 konkurencji)
| Miejsce | Zawodnik          | Punkty |
| ------- | ----------------- | ------ |
| 1.      | Pirmin Zurbriggen | 122    |
| 2.      | Michael Mair      | 108    |
| 3.      | Rob Boyd          | 94     |
| 3.      | Franz Heinzer     | 94     |
| 5.      | Peter Müller      | 90     |

### Supergigant (po 4 z 4 konkurencji)
| Miejsce | Zawodnik          | Punkty |
| ------- | ----------------- | ------ |
| 1.      | Pirmin Zurbriggen | 58     |
| 2.      | Markus Wasmeier   | 57     |
| 3.      | Franck Piccard    | 54     |
| 4.      | Marc Girardelli   | 38     |
| 5.      | Hubert Strolz     | 31     |

### Slalom gigant (po 6 z 6 konkurencji)
| Miejsce | Zawodnik          | Punkty |
| ------- | ----------------- | ------ |
| 1.      | Alberto Tomba     | 82     |
| 2.      | Hubert Strolz     | 69     |
| 3.      | Helmut Mayer      | 67     |
| 4.      | Pirmin Zurbriggen | 65     |
| 5.      | Günther Mader     | 57     |

### Slalom (po 10 z 10 konkurencji)
| Miejsce | Zawodnik      | Punkty |
| ------- | ------------- | ------ |
| 1.      | Alberto Tomba | 170    |
| 2.      | Günther Mader | 69     |
| 3.      | Felix McGrath | 53     |
| 4.      | Armin Bittner | 52     |
| 4.      | Paul Frommelt | 52     |

### Kombinacja (po 2 z 2 konkurencji)
| Miejsce | Zawodnik          | Punkty |
| ------- | ----------------- | ------ |
| 1.      | Hubert Strolz     | 40     |
| 2.      | Günther Mader     | 37     |
| 3.      | Franck Piccard    | 27     |
| 4.      | Markus Wasmeier   | 20     |
| 4.      | Pirmin Zurbriggen | 20     |

### Drużynowo
| Miejsce | Kraj       | Punkty |
| ------- | ---------- | ------ |
| 1.      | Austria    | 980    |
| 2.      | Szwajcaria | 891    |
| 3.      | Włochy     | 687    |
| 4.      | RFN        | 328    |
| 5.      | Francja    | 247    |